# Triptamin
A triptamin számos növényben, gombában és állatban előforduló alkaloid. Nyomokban megtalálható az emlősök agyában mint neurotranszmitter. A patkány agyában a koncentrációja kb. 3,5 pmol/g.
Sok (ha ugyan nem a legtöbb) növényben átmenetileg keletkezik az 5-hidroxi-indolecetsav előállítása során, mely növényi hormon. Különösen sok található az akáciákban.
Származékai között sok biológiailag aktív vegyület van, közöttük neurotranszmitterek és tudatmódosító szerek. Nevét a triptofán nevű aminosavról kapta.

## Fordítás
Ez a szócikk részben vagy egészben  a   Tryptamine című angol Wikipédia-szócikk fordításán alapul.  Az eredeti cikk szerkesztőit annak laptörténete sorolja fel. Ez a jelzés csupán a megfogalmazás eredetét és a szerzői jogokat jelzi, nem szolgál a cikkben szereplő információk forrásmegjelöléseként.